# Америчко ратно ваздухопловство
Америчко ратно ваздухопловство (енгл. United States Air Force), скраћено USAF, вид је Оружаних снага САД. Ратно ваздухопловство је некада било део Америчке војске, али је формирано као посебан вид 18. септембра 1947. Америчко ратно ваздухопловство је најмодерније ратно ваздухопловство на свету.
Америчко ратно ваздухопловство је 2009. године располагало са 5573 ваздухоплова (од тога само ратно ваздухопловство 3990, Ваздушна национална гарда 1213 и Ваздухопловне резерве 370), приближно 180 беспилотних борбених летелица, 2130 крстарећих ракета и 450 интерконтиненталних балистичких ракета. У септембру 2008. особље америчког ваздухопловства броји 330.159 припадника на активној дужности, 68.782 резервиста и 94.723 припадника Ваздушне националне гарде). Поред тога, АРВ запошљава 151.360 цивила и преко 60.000 помоћних чланова у Цивилној ваздушној патроли, што је чини највећим ратним ваздухопловством на свету.

### Ангажмани
САД су биле умешане у много конфликта где су користиле своје ратно ваздухопловство. АРВ, пре и после одвајања од Америчке војске, учествовало је у следећим конфликтима:
- Први светски рат (1916—1918)
- Други светски рат (1941—1945)
- Хладни рат (1946—1991)
- Корејски рат (1950—1953)
- Вијетнамски рат (1955—1975)
- Операција Орлова канџа (ослобађање талаца из америчке амбасаде у Техерану, 1980)
- Америчка инвазија Гренаде
- Операција Кањон Елдорадо (бомбардовање Либије 1986. од стране САД)
- Америчка инвазија Панаме (1989—1990)
- Заливски рат (1990—1991)
- Зона забране лета изнад Ирака (1992—2003)
- Операција Намерна сила (Бомбардовање Републике Српске од стране НАТО алијансе, 1995)
- Операција Савезничка сила/Племенити наковањ (НАТО бомбардовање СР Југославије, 1999)
- Рат у Авганистану (2001—2021)
- Рат у Ираку (2003—2017)
- Грађански рат у Либији (2011)

### Ваздухоплови
Године 2004. Америчко ратно ваздухопловство имало је у служби 5,778 ваздухоплова. АРВ тренутно располаже следећим типовима ваздухоплова:
| - А-10А/Ц Тандерболт II - АC-130Х/У - B-1B Ленсер - B-2 Спирит - B-52 Стратофортрес - C-5А/Б/Ц/М Галакси - C-12Ц/Д/Ф Хјурон - C-17А Глоубмастер III - C-20А/Б/Ц Галфстрим - C-20Г/Х Галфстрим IIIIV - C-21А Лирџет - C-27Ј Спартан - C-37А/Б Галфстрим V - C-38А Каријер - C-40Б Клипер - C-41А Авиокар - Даглас C-47/R4D Скајтрејн - C-130Е/Х Херкулес - C-130Ј Супер Херкулес - ЦВ-22Б Оспреј | - Е-3Б/Ц Сентри - Е-4Б - Е-8Ц - Е-9А - ЕC-130Х/Ј Командо Соло - F-15C/D Игл - F-15E Страјк игл - F-16C/D Фајтинг Фалкон - F-22А Раптор - F-35А Лајтнинг II - ХC-130П/Н Херкулес - XX-60Г/МХ-60Г Пејв Хок - КC-10А Екстендер - КC-135Е/Р/Т Стратотанкер - МC-130Е/Х/П - MQ-1 предатор - MQ-9 рипер - ОC-135Б Оупен Скајс - РC-26Б - РC-135 | - RQ-4A Глоубал Хок - RQ-11 Рејвен - RQ-170 Сентинел - У-2Р/С „Дрегон Леди“ - Т-1А Џејхок - Т-6А Тексан II - (А)Т-38А/Б/Ц Талон - ТГ-10Б/Ц/Д - ТГ-15А/ТГ-15Б - Дајмонд Т-52А - У-28А - УХ-1Н - УВ-18А/Б Твин Отер - ВC-9Ц - ВC-25А - C-32А/Б - C-40Б/Ц - WC-130J Супер Херкулес - WC-135C/W Констент Финикс - Ан-26 | - ЦН-235-100 - Ми-8 |